# Grainger Chaytor
David Grainger Chaytor KC (11 de mayo de 1868 – 13 de julio de 1913) fue un tenista irlandés y posteriormente abogado. En los torneos importantes de la época, fue cuartofinalista en individuales en el Campeonato de Wimbledon de 1890, cuartofinalista en tres ocasiones en el Campeonato de Irlanda y finalista en el Manchester Open de 1887. Entre 1885 y 1900 ganó 21 títulos a lo largo de su carrera.

## Carrera
Grainger Chaytor nació el 11 de mayo de 1868 en Killiney, Condado de Dublín, Irlanda. Fue uno de los tres hermanos que también jugaron al tenis, incluyendo a Tom Chaytor, semifinalista de Wimbledon en 1894. Participó en su primer torneo en el Campeonato del Este de Irlanda de 1885, en el Howth Lawn Tennis Club, en el suburbio costero de Howth en Dublín, donde perdió en la primera ronda contra Robert Hassard. En 1886 ganó su primer título, el Fitzwilliam Plate, en el Fitzwilliam Lawn Tennis Club contra Francis Perry. 
En los torneos de tenis importantes de la época, fue cuartofinalista en individuales en el Campeonato de Wimbledon de 1890, cuartofinalista en tres ocasiones en el Campeonato de Irlanda y finalista en el Campeonato del Norte de 1887.
Otros aspectos destacados de su carrera en individuales incluyen ganar el Campeonato de Derbyshire en Buxton cuatro veces (1892-1894, 1899), el Campeonato de Sussex tres veces (1891, 1895, 1898) en Brighton y el Campeonato de Yorkshire tres veces (1895, 1898, 1900). Además de ganar un título como el Fitzwilliam Plate (1886), el Abierto del Condado y Ciudad de Kilkenny (1887), el Torneo del Condado de King's y Ormonde (1887), el Campeonato del Condado de Staffordshire (1890), el Campeonato de la Universidad de Dublín (1890), la Copa Challenge de Queens (1890), el Campeonato de Nottinghamshire (1890), el Campeonato del Este de Escocia (1891), el Campeonato del Club Fitzwilliam (1891) y el Torneo de la Asociación de Darlington (1892).
También fue finalista en el Campeonato de Killiney y Ballybrack (1886), el Campeonato del Club Fitzwilliam (1887), el Torneo Anual de Lawn Tennis de Waterford (1887), el Campeonato del Condado de Dublín (1889), el Campeonato del Norte de Irlanda (1889), el Campeonato del Norte de Inglaterra (1892) y el Campeonato Cubierto de Gales (1899). En 1900, Grainger jugó su último torneo en el Campeonato del Norte de Inglaterra en Scarborough. Entre 1885 y 1900 ganó 21 títulos en su carrera.

## Personal
Grainger Chaytor, como era conocido, fue uno de seis hermanos y uno de los tres hermanos Chaytor que jugaban al tenis, incluyendo a Tom Chaytor, semifinalista de Wimbledon, de la suburbio de Killiney, Condado de Dublín, Irlanda. Eran hijos de Charles Henry George Chaytor y Mary Anne Chaytor (de soltera Grainger), de quien el jugador de tenis tomó su segundo nombre. Se casó con Mary Elizabeth (Gambell) Chaytor en octubre de 1892 en Callan, Irlanda.
Grainger Chaytor estudió derecho y posteriormente fue nombrado King's Counsel. Murió el 13 de julio de 1913.